# Haute Borne (Saint-Étienne-lès-Remiremont)
Pour les articles homonymes, voir Haute-Borne.
La Haute Borne  est une borne géographique située à Saint-Étienne-lès-Remiremont, dans le département des Vosges, en France.

## Localisation
La borne est située au cœur d'un environnement forestier, le long de la rue du Bois des Abbesses.

## Histoire
La gravure sur la borne indique l'année 1492, marquant ainsi son érection pendant la transition de la période médiévale à l'Époque moderne.
Elle a été classée monument historique par arrêté du 1er mars 1966.